# Brahmkshatriya
Brahmkshatriya betecknar i Indien grupper eller personer som anses tillhöra båda de högsta kasterna i det hinduiska varna-systemet. Det kan vara brahminer som i sin egenskap av härskare samtidigt tillhör krigarkasten kshatriya. Ett exempel detta var Sena-dynastin som härskade i Bengalen på 1000- och 1100-talen.
Beteckningen brahmkshatriya kan också syfta på ättlingar till en brahminsk man och en kvinna från kshatriyakasten.